# Ballószög
Ballószög é um município da Hungria, situado no condado de Bács-Kiskun. Tem 35 km² de área e sua população em 2015 foi estimada em 3.633 habitantes.